# 480 TCN
480 TCN là một năm trong lịch Roman. 

## Mất
- Nam Tử